# Дэт-дум-метал
Дэт/дум (также известный как дэт-дум-метал или дум/дэт) — экстремальный поджанр хэви-метала. Он сочетает в себе медленный темп и пессимистическое или депрессивное настроение дум-метала с глубоким гроулинговым вокалом и двойными бас-бочками дэт-метала. Этот жанр возник в конце 1980-х и приобрёл определённую популярность в 1990-х, но к началу XXI-го века стал менее распространённым. В свою очередь, дэт-дум породил тесно связанный с ним жанр фьюнерал-дум, а также более мелодичный, мрачный и романтичный готик-метал.
Дэт-дум был впервые представлен такими группами, как Winter, Disembowelment, Paradise Lost, Autopsy, Anathema, My Dying Bride и Novembers Doom.

## Особенности жанра
В конце 1980-х первые группы играли дэт-метал в замедленном темпе, объединив дэт- и дум-метал в отдельный музыкальный стиль.

Получился звук, отмеченный медлительностью, столь характерной для дума, в сочетании с минималистичными, но гораздо более неприятными риффами, чем раньше, и ненавистным дэт-метал-гроулингом.
Более поздние исполнители добавили к стилю другие элементы, которые иногда должны были определять новые музыкальные стили. Таким образом, группа Winter 1990 года на своё альбоме Into Darkness увеличила искажения гитар и уменьшила количество аккордов. Со временем различные международные группы объединили «медленные, мрачные, меланхоличные отрывки с быстрым ритмом и глубоким гроулингом», чтобы сформировать единый музыкальный стиль, который стал известен как дэт/дум. В то же время гортанное пение считается особенно заметной общностью жанра.
Дэт/дум-группы всегда ориентировались на темы из дэт-метала и писали тексты, основанные на крови и фэнтези. В виде исключения — американская группа Winter также установили критический подход к содержанию благодаря своему социально-критическому стилю и описанию ядерной зимы. Между тем, тексты песен варьируются от экологических, социально-критических и трансцендентальных тем до личных, а также кровавых и фэнтезийных тем, которые присутствуют с самого начала.

## История

### Первопроходцы жанра
Группа Dream Death, родом из Питтсбурга, штат Пенсильвания, была первой группой, выпустившей смесь дум- и дэт-метала на своём альбоме Journey into Mystery в 1987 году. Несмотря на исключительный статус группы и релиз, успех Dream Death не увенчался успехом. Несмотря на хорошие отзывы, группа не смогла закрепиться ни на дэт-, ни на дум-метал-сценах, поэтому осталась с выпуском единственного альбома. Тем не менее, альбом теперь считается классикой в жанрах дум- и дэт-метал.
Год спустя группа Goatlord из Лас-Вегаса выпустили свою вторую демо-запись Sodomize the Goat — альбом, который возымел огромную популярность в кругах торговцев кассетами и считается вторым релизом в этом жанре. Тексты песен группы были близки к дэт-металу и основывались на сплэттер-элементах. Изначально группа получила довольно плохие отзывы и в своё время также не нашла своей аудитории. Будущий статус демо как классики дэт/дума развивался только в течение многих лет.

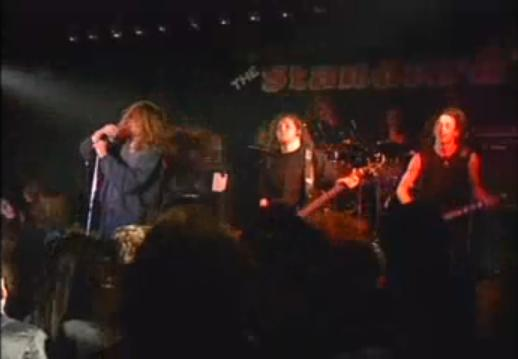
Живое выступление Paradise Lost в 1991 году.

Так же сочетали в себе дум-звучание и Celtic Frost с Candlemass с середины 1980-х с использованием гроулинга, женского вокала, клавишных и скрипок.
В качестве ещё одних ранних релизов в жанре упоминаются Lost Paradise — дебютный альбом британской готик-метал-группы Paradise Lost 1990 года и ранняя работа группы Asphyx.

### Развитие и влияние
В начале 1990-х годов на международном уровне появилось больше групп этого жанра, а в британском и голландском андеграунде возникли отдельные сцены дэт-дум-музыки: так возникли такие коллективы, под влиянием предыдущих, вроде Autopsy, My Dying Bride и Anathema, коими в дальнейшем вдохновлялись такие готик-метал-коллективы, как Within Temptation, Lacuna Coil, The Gathering, Celestial Season и Saturnus. Это развитие дэт/дума привело к появлению готик-метала 1990-х годов. Кульминационный этап дэт/дума считается завершающим с начала 1990-х годов. После того как в первой половине 1990-х годов группы, ориентированные на британскую сцену, углубились в готик-метал и, как следствие, отказались от элементов дэт/дум, ещё одна популярная фаза жанра на данный момент осталась в стороне. Тем не менее, стиль получил международное распространение. Так, голландские Asphyx в 1989 году с EP Mutilating Process и в 1991 году с дебютным альбомом The Rack больше ориентировались на пионеров и играли необработанный дэт/дум. Такие группы, как The Fog и Torchure из Германии, Excruciation из Швеции, Convocation и Obscurant из Финляндии, группа Hamferð из Фареры, Spire & Throne из Шотландии, Dark Sadness из Мексики или Corrupted из Японии, выступали на протяжении многих лет с момента зарождения жанра по всему миру. С тех пор в жанре активно участвуют новые и старые группы, которые иногда дают новый импульс.
Помимо Winter, в Соединённых Штатах появился ряд исполнителей, которые сформировали отдельную школу в отличие от голландских, британских и скандинавских представителей дэт/дума, с такими группами, как Novembers Doom, Thorr's Hammer, Evoken и Ceremonium, до середины 1990-х годов.
Американские коллективы уделили особое внимание медленным риффам, глубокому рычанию и сильным искажениям. Американский дуэт Dark Castle привнёс в дэт/дум элементы психоделического рока. Итальянская группа Assumption действовала аналогично. А такие исполнители, как Coltsblood, Hipoxia, Paganus и Primitive Man, объединили дэт/дум с элементами сладжа и грайндкора. В 2000-х такие исполнители, как Abske Fides, Whelm и Oceanwake, смешивают дэт/дум с элементами пост-метала.

#### Готик-метал
Между 1990 и 1993 годами Paradise Lost выпустили альбом Gothic в 1991 году, My Dying Bride в том же году выпускают Symphonaire Infernus Et Spera Empyrium, а затем As the Flower Withers и Turn Loose the Swans и Anathema в 1993 году Serenades, которые должны были сделать их известными как «Тройка Peaceville» (англ. Peaceville Three) и которые были созданы под влиянием дарк-вейва, а готик-рок в то же время заложил основу для зарождающегося готик-метала.

Успех этих групп, вероятно, и является причиной того, что большинство поклонников метала, не знакомых с дум-метал-сценой, ассоциируют термин «дум» в первую очередь с типичным дэт/дум лейбла Peaceville.
Вскоре появились несколько новых групп, похожих на Тройку Peaceville, а также такие исполнители, которые изменили свой стиль в соответствующем направлении, такие как Cathedral, Katatonia или Amorphis. Развитие также отразилось на голландской дэт-метал-сцене. Дебютный альбом группы The Gathering Always… 1992 года сравнивали с ранними Paradise Lost, в то время как дебютный альбом Celestial Season Forever Scarlet Passion 1993 года сравнивали с My Dying Bride, а дебютный альбом Orphanage Oblivion 1995 года сравнивали как с Paradise Lost, так и с My Dying Bride.

#### Фьюнерал-дум-метал
Помимо готик-метала, американские Winter в 1990 году записали Into Darkness; финские Thergothon в 1991 году записали демо-альбом Fhtagn nagh Yog-Sothoth, пользующуюся популярностью в кругах торговцев аудио-кассет, и австралийские Disembowelment с их мини-альбомом Dusk. В частности, сокращение ритма и симфонические и оркестровые элементы, привнесённые Thergothon и Disembowelment, способствовали дальнейшему развитию дэт/дума в в виде фьюнерал-дума — жанра, который сочетает дэт/дум с траурной музыкой. Он исполняется в очень медленном темпе и делает акцент на том, чтобы вызвать чувство пустоты и отчаяния; электрогитары, как правило, сильно искажены, а для создания «сказочной» атмосферы часто используются элементы из дарк-эмбиента, такие как клавишные или синтезаторы. Вокал состоит из заунывных песнопений или рычания и часто звучит на заднем плане. Winter, Thergothon и Disembowelment использовали свой стиль, чтобы сформировать новые фьюнерал-группы, такие как: Mournful Congregation (Австралия), Esoteric (Великобритания), Evoken (США), Funeral (Норвегия) и Skepticism (Финляндия).

## Представители
Журнал Metal Hammer опубликовал список из 5 самых важных альбомов дэт-дум-метала:
- Winter – Into Darkness (1990)
- Paradise Lost – Lost Paradise (1990)
- My Dying Bride – Turn Loose the Swans (1993)
- Disembowelment – Transcendence Into The Peripheral (1993)
- Swallow the Sun – Songs from the North I, II & III (2015)